# Toma de Roma
La toma de Roma (en italiano: Presa di Roma) el 20 de septiembre de 1870 fue el evento final del largo proceso de unificación italiana conocido como el Risorgimento, marcando tanto la derrota final de los Estados Pontificios bajo el papa Pío IX como la unificación de la península italiana bajo el rey Víctor Manuel II de la Casa de Saboya.
La toma de Roma puso fin al reinado aproximado de 1116 años (entre el 754 y 1870) de los Estados Pontificios bajo la Santa Sede y hoy está ampliamente conmemorado en toda Italia con el nombre de la calle Via XX Settembre en casi todos los pueblos de cualquier tamaño.

## Preludio

### Segunda guerra de Independencia de Italia

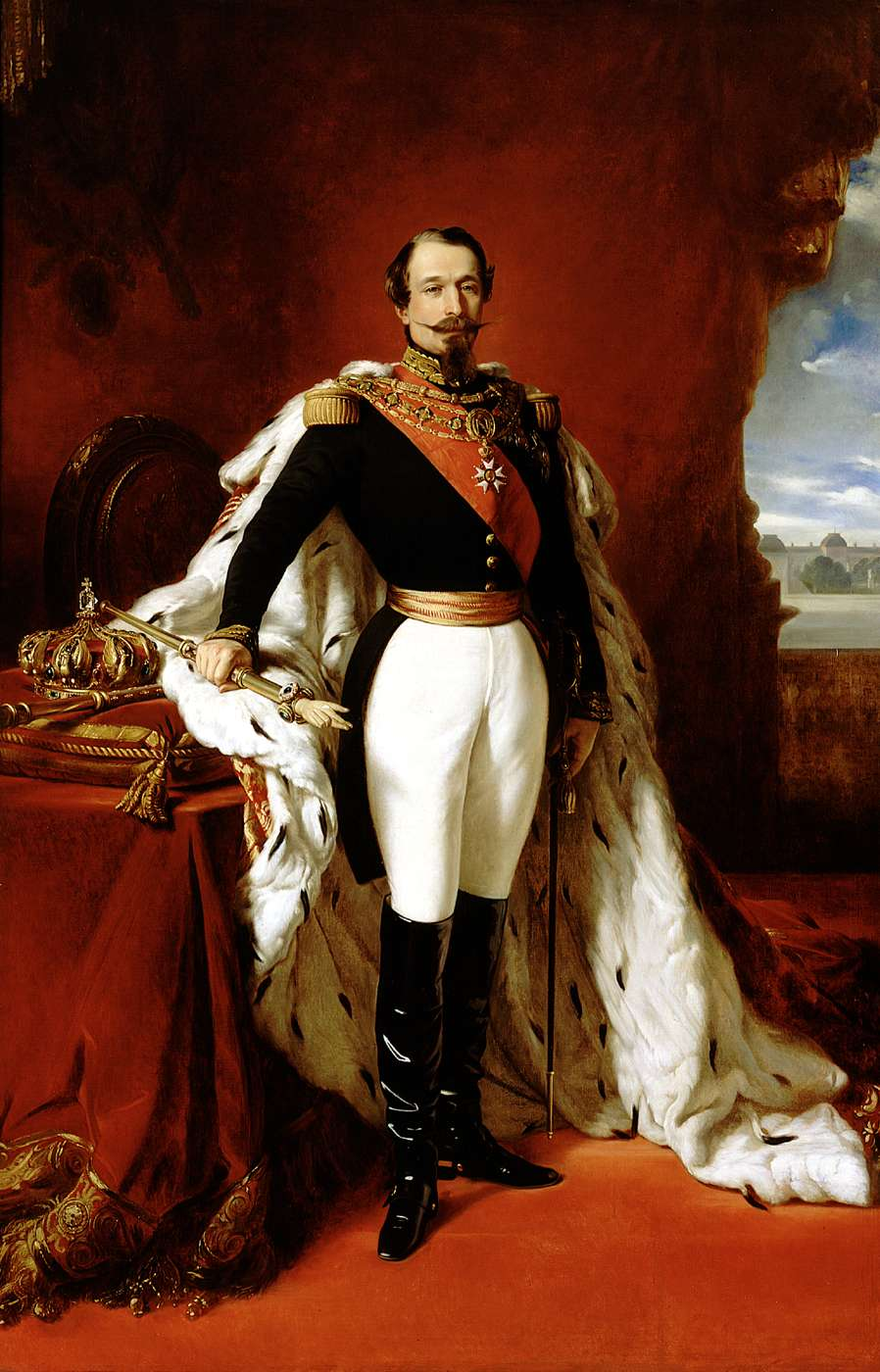
Retrato de Napoleón III (1808–1873), Franz Xaver Winterhalter.

Durante la segunda guerra de la Independencia italiana, gran parte de los Estados Pontificios habían sido conquistados por el ejército piamontés, y el nuevo y unificado Reino de Italia se creó en marzo de 1861, cuando se reunió el primer Parlamento italiano en Turín. El 27 de marzo de 1861, el Parlamento declaró a Roma capital del Reino de Italia. Sin embargo, el gobierno italiano no pudo tomar su asiento en Roma porque no controlaba el territorio. Además, Napoleón III de Francia mantuvo una guarnición francesa en la ciudad en apoyo del papa Pío IX, quien estaba decidido a no entregar el poder temporal en los Estados de la Iglesia.
En julio de 1870, en el último momento del gobierno de la Iglesia sobre Roma, se celebró el Concilio Vaticano I en la ciudad, afirmando la doctrina de la infalibilidad papal.

### Guerra franco-prusiana
En julio de 1870, comenzó la guerra franco-prusiana. A principios de agosto, Napoleón III retiró su guarnición de Roma. Los franceses no solo necesitaban las tropas para defender su patria, sino que también había una preocupación real en París de que Italia usara la presencia francesa en Roma como pretexto para ir a la guerra contra Francia. En la guerra austro-prusiana, Italia se había aliado con Prusia y la opinión pública italiana favoreció al lado prusiano al comienzo de la guerra. La eliminación de la guarnición francesa alivió las tensiones entre Italia y Francia. Italia permaneció neutral en la guerra franco-prusiana.
Habiendo desaparecido la guarnición francesa, las manifestaciones públicas generalizadas exigieron que el gobierno italiano tomara Roma. Pero Roma permaneció bajo la protección francesa en el papel, por lo tanto, un ataque aún habría sido considerado como un acto de guerra contra el Imperio francés. Además, aunque Prusia estaba en guerra con Francia, había ido a la guerra en una incómoda alianza con los estados católicos del sur de Alemania contra los que había luchado (junto con Italia) cuatro años antes. Aunque el primer ministro prusiano, Otto von Bismarck, que no era amigo del papado, sabía que cualquier guerra que pusiera a Prusia y la Santa Sede en alianzas opuestas casi seguramente habría trastornado a la delicada coalición pan-alemana, y con ella sus propios planes cuidadosamente establecidos para la unificación nacional. Tanto para Prusia como para Italia, cualquier error que hubiera provocado la ruptura de la coalición pangermana traería consigo el riesgo de una intervención austro-húngara en un conflicto europeo más amplio.
Por encima de todo, Bismarck hizo todos los esfuerzos diplomáticos para mantener los conflictos de Prusia de las décadas de 1860 y 1870 localizados e impedir que escalasen sin control a una guerra europea general. Por lo tanto, Prusia no solo no pudo ofrecer ningún tipo de alianza con Italia contra Francia, sino que tuvo que realizar esfuerzos diplomáticos para mantener la neutralidad italiana y mantener la paz en la península italiana, al menos hasta que el potencial de un conflicto se entrelazara con su propia guerra con Francia haya pasado. Además, el ejército francés todavía era considerado como el más fuerte de Europa, y hasta que los acontecimientos en otros lugares siguieran su curso, los italianos no estaban dispuestos a provocar a Napoleón.
Fue solo después de la rendición de Napoleón y su ejército en la Batalla de Sedán que la situación cambió radicalmente. El emperador francés fue depuesto y forzado al exilio. Las mejores unidades francesas habían sido capturadas por los alemanes, que rápidamente siguieron su éxito en Sedan al marchar sobre París. Ante la urgente necesidad de defender su capital con las fuerzas restantes, el nuevo gobierno francés no estaba claramente en una posición militar para tomar represalias contra Italia. En cualquier caso, el nuevo gobierno era mucho menos comprensivo con la Santa Sede y no tenía la voluntad política de proteger la posición del papa.
Finalmente, con el gobierno francés en un pie más democrático y los términos de paz alemanes aparentemente duros que se volvieron públicos, la opinión pública italiana se apartó bruscamente del lado alemán a favor de Francia. Con ese desarrollo, la perspectiva de un conflicto en la península italiana que provocase la intervención extranjera prácticamente desapareció.

### Proposición pacífica a Pío IX
El rey Víctor Manuel II envió a Gustavo Ponza di San Martino a Pío IX con una carta personal que ofrecía una propuesta para salvar su credebilidad que habría permitido la entrada pacífica del ejército italiano en Roma, bajo la apariencia de proteger al papa. Junto con la carta, el recuento contenía un documento que Lanza había preparado, estableciendo diez artículos para servir de base para un acuerdo entre Italia y la Santa Sede.
El papa retendría la inviolabilidad y las prerrogativas asociadas a él como soberano. La ciudad leonina permanecería "bajo la plena jurisdicción y soberanía del Pontífice". El estado italiano garantizaría la libertad del papa para comunicarse con el mundo católico, así como la inmunidad diplomática tanto para los nuncios y enviados en tierras extranjeras como para los diplomáticos extranjeros en la Santa Sede. El gobierno proporcionaría un fondo anual permanente para el papa y los cardenales, igual al monto asignado actualmente por el presupuesto del estado pontificio, y asumiría a todos los funcionarios públicos y soldados papales en la nómina del estado, con pensiones completas siempre y cuando como fueran italianos.

## Pío IX huye de Roma

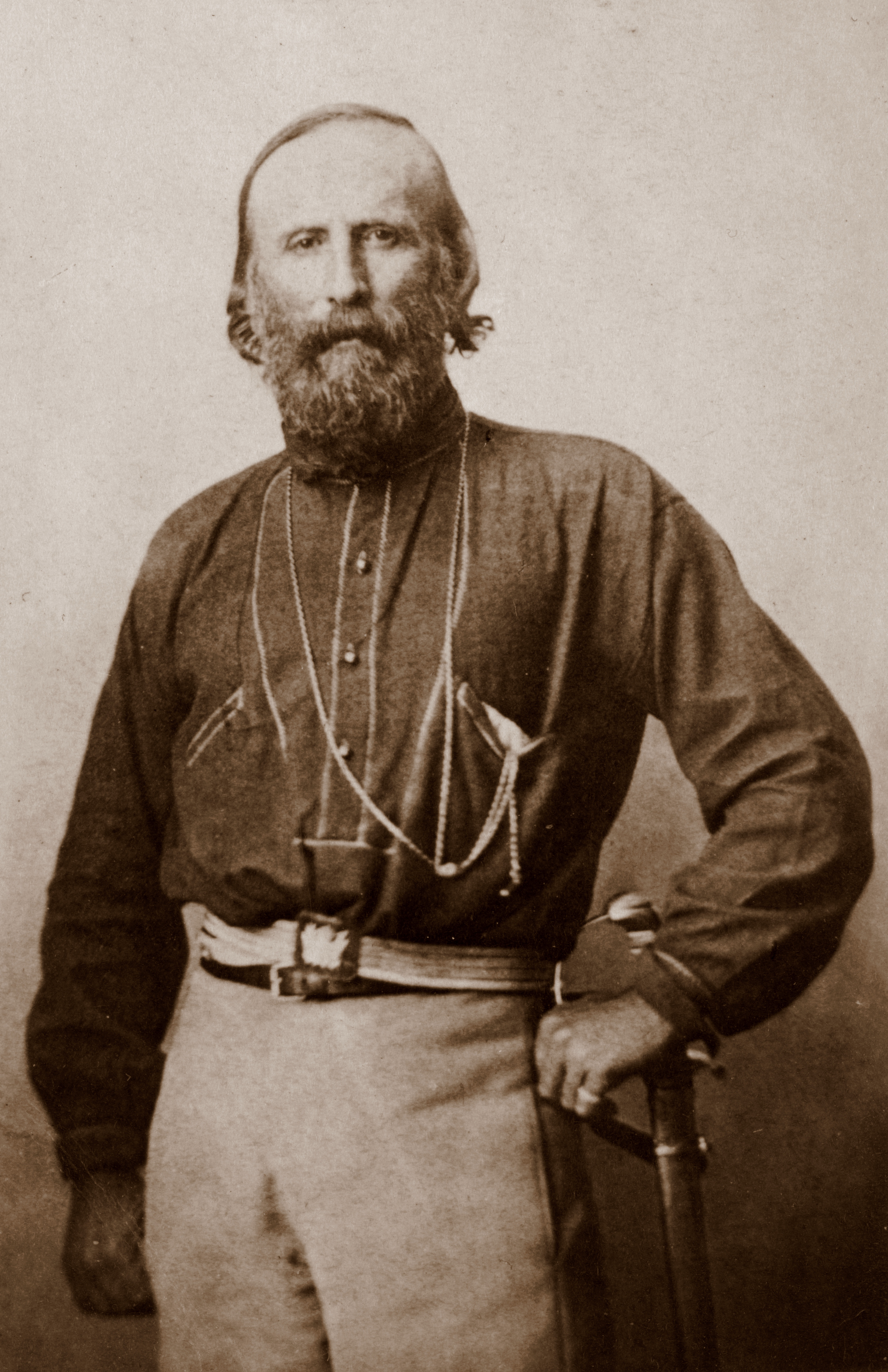
Giuseppe Garibaldi, 1861.

Varias veces durante su pontificado, Pío IX consideró abandonar Roma. Temprano en su papado, organizaciones ciudadanas secretas surgieron en toda Roma (como el "Circolo Romano" bajo la dirección de Ciceruacchio) y abogaron por el establecimiento de un gobierno constitucional italiano elegido por el pueblo, la eliminación total del ministerio de los puestos de gobierno temporal autoridad, y para la inmediata declaración de guerra contra Austria por mantener su fuerza de ocupación militar extranjera en Italia.
El 8 de febrero de 1848, grandes alborotos callejeros organizados contra el gobierno temporal por los Estados Pontificios comenzaron, y para el 14 de marzo de 1848, Pío IX se vio obligado a reconocer una constitución italiana independiente, pero en su posterior alocución del 29 de abril, Pío IX proclamó solemnemente que, como el "Padre de la cristiandad", nunca podría abogar por una campaña militar italiana contra la ocupación austríaca de Italia.
Como la frecuencia de las protestas populares contra los Estados Pontificios aumentó en toda la península italiana, y Pío IX fue denunciado con fuerza como un traidor a Italia, su primer ministro Pellegrino Rossi fue asesinado a puñaladas mientras ascendía los escalones del Palazzo della Cancelleria. Al día siguiente, el papa fue asediado por una gran multitud de manifestantes indignados que se congregaban en el Palacio Quirinal. Palma, un prelado papal, que estaba de pie junto a una ventana, recibió un disparo, y Pío IX decidió huir de Roma y conceder su régimen temporal a una república constitucional italiana.
Con la ayuda del embajador bávaro Count Spaur y el embajador francés Duc d'Harcourt, el papa Pío IX escapó del Palacio Quirinal el 24 de noviembre de 1848 disfrazado (diferentes versiones tenían a Pío IX vestido como un simple sacerdote con anteojos tintados, un lacayo de carruaje, o como mujer) y huyó apresuradamente a Gaeta donde se le unieron muchos de los cardenales. El 9 de febrero de 1849, los revolucionarios democráticos de la nueva república italiana se apoderaron de Roma y abolieron el poder temporal del papado. El papa Pío IX apeló más tarde a los líderes católicos de Francia, Austria, España y Nápoles para restaurar los Estados Pontificios y el 29 de junio de 1849, las tropas francesas bajo el mando del General Charles Oudinot restauraron los Estados Pontificios. El 12 de abril de 1850, Pío IX regresó a Roma, ya no era un político liberal que apoyaba las repúblicas constitucionales.
Un acontecimiento posterior fue en 1862, cuando Giuseppe Garibaldi estaba en Sicilia reuniendo voluntarios para una campaña para tomar Roma bajo el lema Roma o Morte (Roma o Muerte). El 26 de julio de 1862, antes de que Garibaldi y sus voluntarios fuesen detenidos por el Real Ejército Italiano en el Día de Aspromonte:

Pío IX le confió sus temores al Lord Odo Russell, el ministro británico en Roma, y le preguntó si se le concedería asilo político en Inglaterra después de que las tropas italianas entraran. Odo Russell le aseguró que se le concedería asilo si surgiera la necesidad, pero dijo que estaba seguro de que los temores del papa eran infundados.

Otros dos casos ocurrieron después de la Captura de Roma y la suspensión del Primer Concilio Vaticano. Estos fueron confiados por Otto von Bismarck a Moritz Busch:

De hecho, él [Pío IX] ya ha preguntado si podríamos otorgarle asilo. No tengo nada que objetar, Cologne o Fulda. Pasaría extraño, pero después de todo no es tan inexplicable, y sería muy útil para nosotros ser reconocidos por los católicos como lo que realmente somos, es decir, el único poder ahora existente que es capaz de proteger al jefe de su iglesia [...] Pero el Rey [Guillermo I] no dará su consentimiento. Él está terriblemente asustado. Él piensa que toda Prusia sería pervertida y que él mismo se vería obligado a convertirse en católico. Sin embargo, le dije que si el papa pedía asilo no podía negarse. Tendría que concederlo como gobernante de diez millones de súbditos católicos que desearían ver protegida a la cabeza de su Iglesia.

Los rumores ya se han circulado en varias ocasiones en el sentido de que el papa tiene la intención de abandonar Roma. Según el último de ellos, el Consejo, que fue suspendido en el verano, será reabierto en otro lugar, algunas personas mencionaron Malta y otros Trient. [...] Sin duda, el objetivo principal de esta reunión será obtener de los padres reunidos una fuerte declaración en favor de la necesidad del Poder Temporal. Obviamente, un objeto secundario de este Parlamento de Obispos, convocado fuera de Roma, sería demostrar a Europa que el Vaticano no goza de la libertad necesaria, aunque el Acta de Garantía prueba que el Gobierno italiano, en su deseo de reconciliación y su disposición para cumplir con los deseos de la Curia, ha hecho todo lo que está en su poder.

## Roma capturada por Raffaele Cadorna

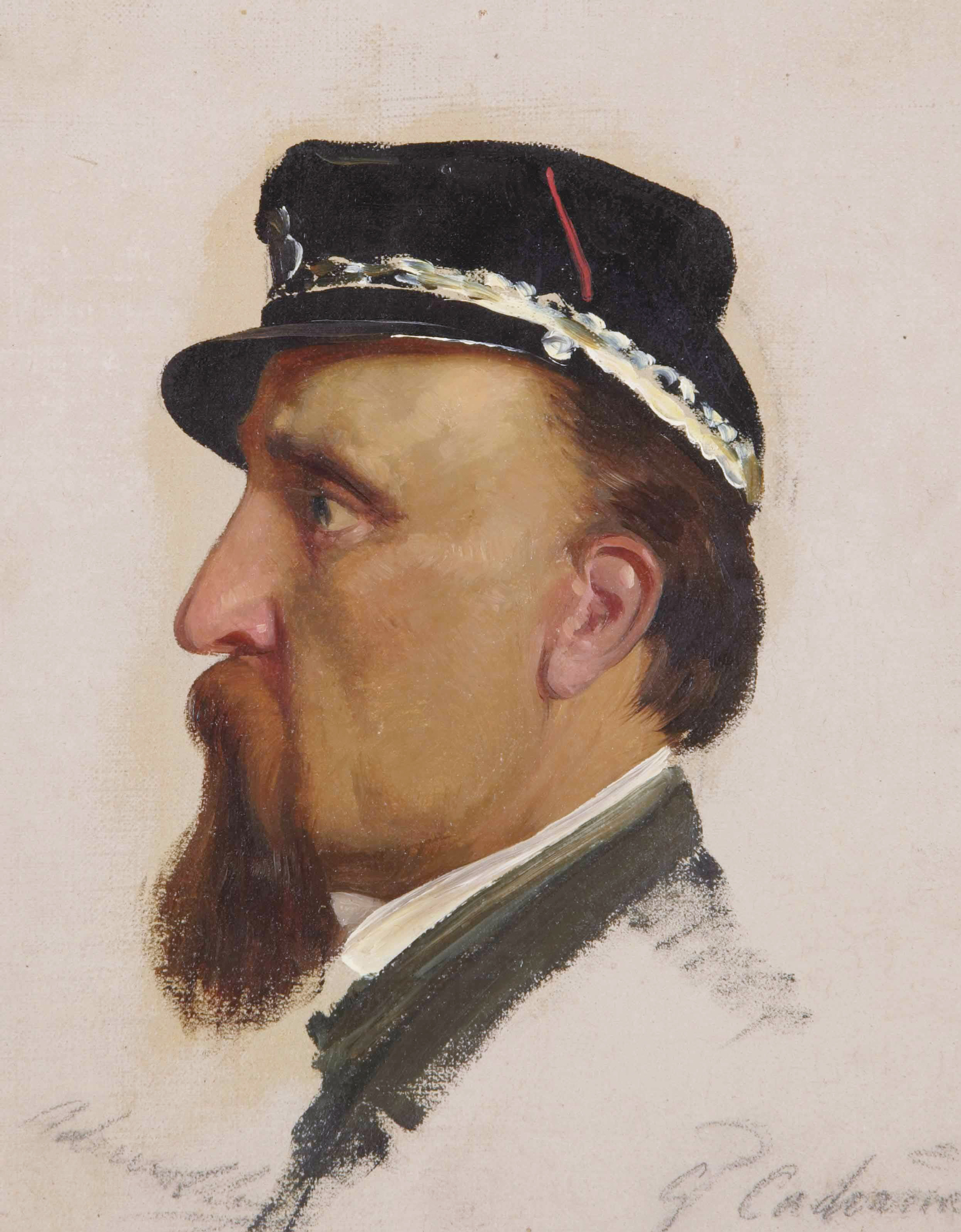
General Raffaele Cadorna (Carlo Ademollo).

El ejército italiano, comandado por el general Raffaele Cadorna, cruzó la frontera papal el 11 de septiembre y avanzó hacia Roma, avanzando lentamente con la esperanza de poder negociar una entrada pacífica. Las guarniciones papales se habían retirado de Orvieto, Viterbo, Alatri, Frosinone y otras fortalezas en el Lacio, y el propio Pío IX estaba convencido de la inevitabilidad de una rendición. Cuando el ejército italiano se acercó a las Murallas Aurelianas que defendían la ciudad, la fuerza papal estaba comandada por el General Hermann Kanzler, y estaba compuesta por la Guardia Suiza y algunos "zuavos" -voluntarios de Francia, Austria, los Países Bajos, España, Irlanda y otros países, para un total de 13.157 hombres contra unos 50.000 italianos.
El ejército italiano llegó a las Murallas Aurelianas el 19 de septiembre y puso a Roma bajo el estado de sitio. Pío IX decidió que la rendición de la ciudad se otorgaría solo después de que sus tropas hubiesen levantado suficiente resistencia para dejar en claro que la toma no fue aceptada libremente. El 20 de septiembre, después de que un cañoneo de tres horas hubiera abierto una brecha en las Murallas Aurelianas en Puerta Pia (Brecha de Porta Pia), el grupo de infantería piamontés de Bersaglieri entró a Roma. En el evento murieron 49 soldados italianos y 19 zuavos papales. Roma y la región de Lazio se anexaron al Reino de Italia después de un plebiscito.
La ciudad leonina, excluyendo el Vaticano, sede del papa, fue ocupada por soldados italianos el 21 de septiembre. El gobierno italiano había tenido la intención de dejar que el papa conservara la ciudad leonina, pero el papa no aceptaría renunciar a sus pretensiones de un amplio territorio y afirmó que desde que su ejército había sido disuelto, aparte de unos pocos guardias, no pudo garantizar el orden público, incluso en un territorio tan pequeño, convirtiéndose en el Prisionero en el Vaticano.

## La Cuestión romana: los pactos de Letrán de Mussolini

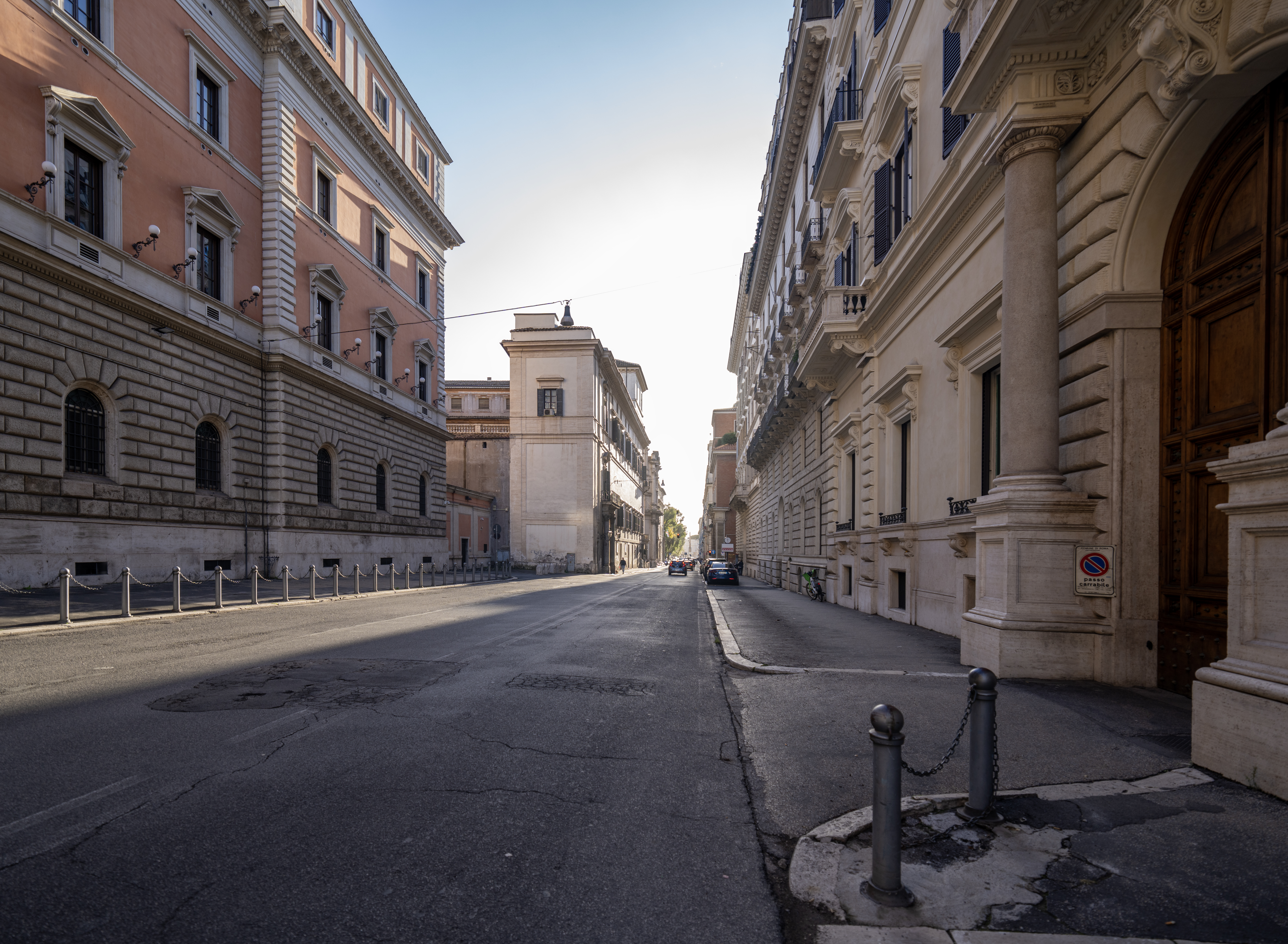
Via XX Settembre, Roma.

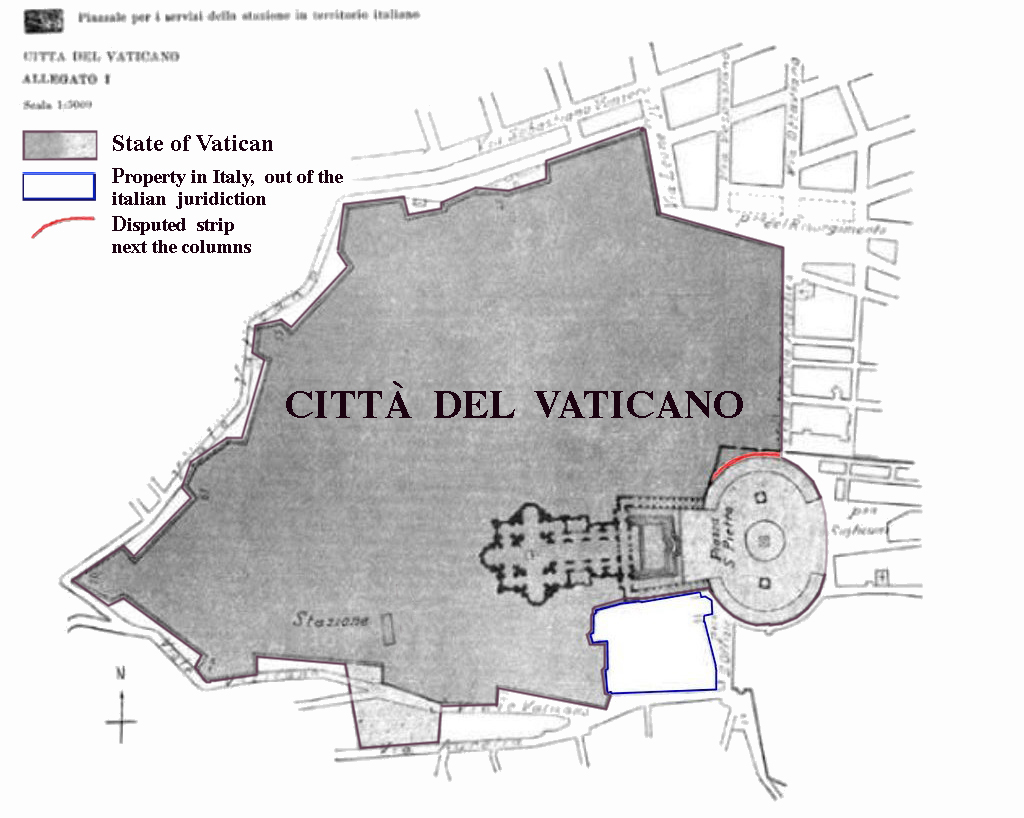
Territorio del Estado de la Ciudad del Vaticano, establecido durante 1929 por los Acuerdos de Letrán.

Durante la unificación de Italia a mediados del siglo XIX, los Estados Pontificios resistieron la incorporación a la nueva nación, incluso cuando todos los demás países italianos, a excepción de San Marino, se unieron a ella; El sueño de Camillo Cavour de proclamar el Reino de Italia desde los escalones de la Basílica de San Pedro no se cumplió. El naciente Reino de Italia invadió y ocupó la Romaña (la parte oriental de los Estados Pontificios) en 1860, dejando solo Lacio en los dominios del papa. Lazio, incluida la propia Roma, fue anexado durante la captura de Roma. Durante casi sesenta años, las relaciones entre el papado y el gobierno italiano fueron hostiles, y el estado del papa se hizo conocido como la cuestión romana.
Las negociaciones para la solución de la cuestión romana comenzaron en 1926 entre el gobierno de Italia y la Santa Sede, y culminaron en los acuerdos de los Pactos de Letrán, firmados -según el Tratado- para el rey Víctor Manuel III de Italia por Benito Mussolini, primer ministro y jefe de Gobierno, y para el papa Pío XI por Pietro Gasparri, Cardenal Secretario de Estado, el 11 de febrero de 1929. Los acuerdos fueron firmados en el Palacio de Letrán, del cual toman su nombre. En ellos la Santa Sede renunció a sus pretensiones sobre la mayor parte de la ciudad de Roma a cambio de ver reconocida su soberanía e independencia, y de la creación de la Ciudad del Vaticano como estado independiente bajo poder papal.